# Renée Belanger
Renée Belanger, född 12 september 1962, är en friidrottare från Kanada. Hon deltog vid olympiska sommarspelen 1988.